# 69 (poloha)

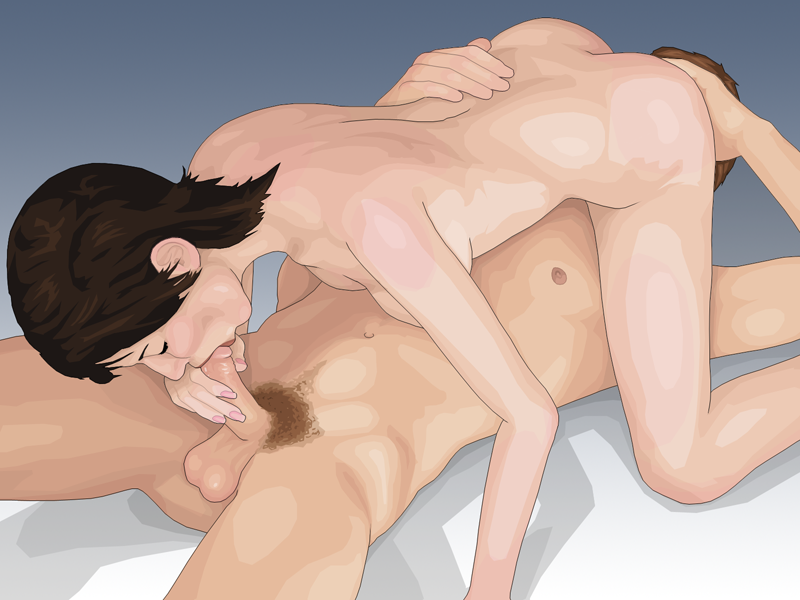
Muž a žena provozující vzájemný orální sex v poloze 69.

Šedesátdevítka nebo poloha 69 je název pro sexuální praktiku, při které se zúčastněné osoby nasměřují tak, aby ústa jednoho z nich byla v blízkosti genitálií jiného. Každý z nich poté provádí na jiném orální sex. Název vychází pozice účastníků, kdy jejich vzájemná převrácenost připomíná vzhled čísla 69.
Kromě orální stimulace ženských či mužských pohlavních orgánů lze při této sexuální praktice rovněř ústy stimulovat partnerův konečník (anilingus) nebo pohlavní orgány dráždit pomocí prstů.
V této pozici by mělo docházet k sexuální stimulaci u všech účastníků, ovšem může se stát, že jeden z partnerů je příliš rozptýlen a soustředí se pouze na vlastní potěšení. Tato poloha může být nepohodlná pro partnery, mezi nimiž je výrazný výškový rozdíl.